# Mały Płock
Mały Płock – wieś w Polsce, położona w województwie podlaskim, w powiecie kolneńskim, w gminie Mały Płock.
Miejscowość jest siedzibą gminy Mały Płock. Wieś podzielona jest na dwa sołectwa.

## Historia
Wieś i dobra w dawnej ziemi łomżyńskiej na historycznym Mazowszu. Wieś założona przez księcia Janusza I w końcu XIV wieku nad rzeką Cetną, obok grodu, po którym zachowało się grodzisko. Zwana była Płockiem Borowym, Puszczańskim lub Małym. W 1405 r. została zniszczona przez Krzyżaków. Wieś książęca, po 1526 roku królewska, w obrębie dóbr starostwa łomżyńskiego.
W latach 1921–1939 wieś leżała w województwie białostockim, w powiecie kolneńskim (od 1932 w powiecie ostrołęckim), w gminie Mały Płock.
Według Powszechnego Spisu Ludności z 1921 roku zamieszkiwało tu 566 osób, 544 było wyznania rzymskokatolickiego, 6 ewangelickiego a 16 mojżeszowego. Jednocześnie wszyscy mieszkańcy zadeklarowało polską przynależność narodową. Było tu 91 budynków mieszkalnych. Miejscowość należała do miejscowej parafii rzymskokatolickiej. Podlegała pod Sąd Grodzki w Kolnie i Okręgowy w Łomży; właściwy urząd pocztowy mieścił się w m. Mały Płock.
Większość miejscowych Żydów w lipcu 1941 Niemcy wymordowali w zbrodni w Mściwujach.
W latach 1933–1939 miejscowym proboszczem był ks. Tadeusz Ciborowski, kapłan i wybitny pszczelarz zamęczony w obozie koncentracyjnym w Działdowie. W latach II wojny światowej aktywną walkę z okupantem prowadziła placówka AK.
W latach 1975–1998 miejscowość administracyjnie należała do województwa łomżyńskiego.
W miejscowości znajduje się kościół, który jest siedzibą parafii Znalezienia Krzyża Świętego. W strukturze kościoła rzymskokatolickiego parafia należy do metropolii białostockiej, diecezji łomżyńskiej, dekanatu Piątnica.

## Integralne części wsi
| SIMC    | Nazwa     | Rodzaj    |
| ------- | --------- | --------- |
| 0401354 | Marwino   | część wsi |
| 0401360 | Poświątne | część wsi |

## Zabytki

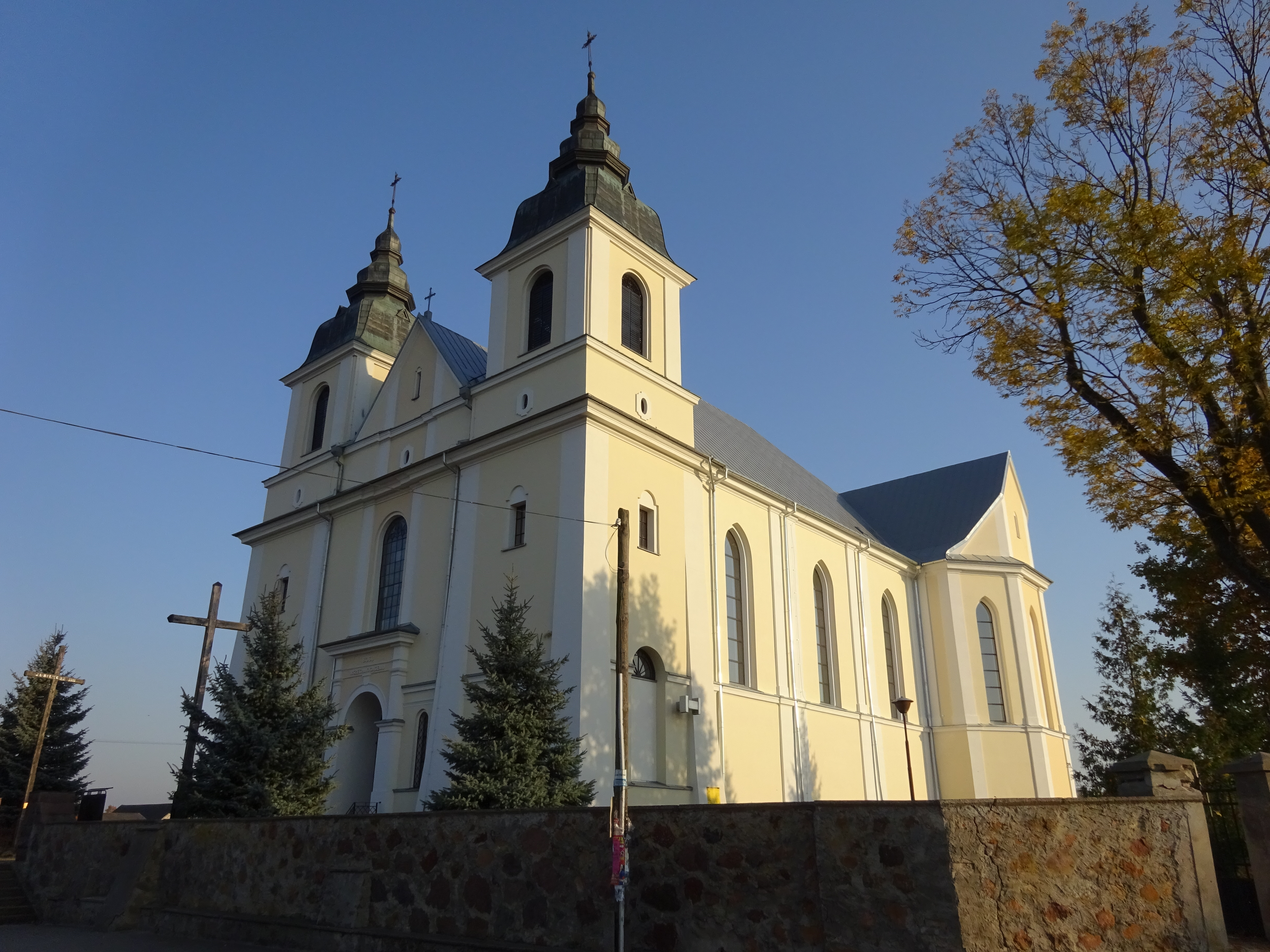
Kościół parafialny pw. Znalezienia Krzyża w Małym Płocku

- Kościół parafialny Znalezienia Krzyża Świętego, 1881, 1926 oraz cmentarz kościelny, nr rej.: A-383 z 31 stycznia 1989[11].
- Cmentarz rzymskokatolicki, początek XIX w., nr rej.: 333 z 21 września 1987[11].
- Cmentarz wojenny z I wojny światowej (żołnierzy rosyjskich), nr rej.: 421 z 30 grudnia 1991[11].
- Dwór, 1835, nr rej.: A-474 z 24 marca 1992[11].

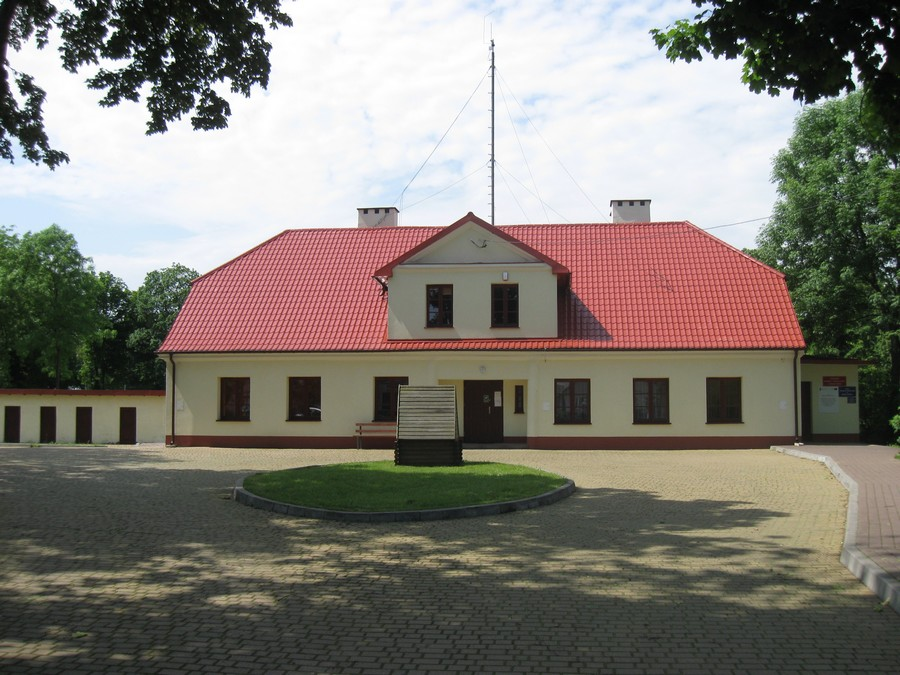
Odrestaurowany dwór